# Herzog-Heinrich-Brücke
Die Herzog-Heinrich-Brücke  ist eine Straßenbrücke im Norden des Englischen Gartens in München.
Die zweispurige Brücke wurde im Zuge des Baus des Föhringer Rings von 1958 bis 1960 erbaut. Dieser verbindet die Stadtteile im Osten der Isar mit dem Frankfurter Ring und der A 9. Ursprünglich war er als Teil des Äußeren Ringes geplant. Nur wenige Meter nördlich überqueren die Leinthalerbrücke und die Föhringer Eisenbahnbrücke die Isar und den Kanal. Östlich befindet sich das Heizkraftwerk Nord.
Die Brücke wurde nach Heinrich dem Löwen, dem Gründer von München benannt. Im Zuge der Gründung hatte er die zum Hochstift Freising gehörende Brücke bei Oberföhring abbrennen lassen, um den Verkehr über eine neu errichtete eigene Brücke bei München zu lenken und sich die Zölle zu sichern (siehe Geschichte Münchens).
Im Zuge des vierspurigen Ausbaus des Föhringer Rings soll die Brücke durch einen Neubau ersetzt werden.